# AMC-21
AMC-21 или Americom-21 — американский телекоммуникационный спутник, принадлежащий компании SES AmeriCom, входящей в холдинг SES Global. Он обслуживает всю территорию США и Карибских островов, а также Канаду и Мексику.
Был запущен в 20:44 14 августа 2008 года ракетой-носителем Ariane 5ECA, совместно со спутником Superbird 7. Спутник отделился от ракеты-носителя и вышел на геостационарную переходную орбиту; затем он его переместили на рабочую геостационарную орбиту с точкой стояния 125° западной долготы.
Конструированием AMC-21 занималась фирма Alcatel Alenia Space. Спутник построен на компактной платформе STAR-2, которую поставила компания Orbital Sciences Corporation. На борту AMC-21 установлено 24 ретранслятора Ku-диапазона.